# Mercedes Vigil
Mercedes Vigil (Montevideo, 23 de septiembre de 1957) es una escritora uruguaya. La mayor parte de su obra pertenece al género de la novela de ficción histórica. En 2010 fue nombrada Ciudadana Ilustre de Montevideo. Ha recibido varios premios Libro de Oro, Nacional" de la Cámara Uruguaya del Libro en la categoría Ficción, por el éxito en ventas logrado en Uruguay por varias de sus novelas publicadas entre 2001 y 2010.

## Trayectoria
Proveniente de una familia de varias generaciones vinculadas al campo de las publicaciones rioplatenses (periodistas, escritores, empresarios editoriales y políticos), tras completar la educación secundaria, realizó estudios parciales de Abogacía en la Facultad de Derecho de la Universidad de la República y talleres literarios.
No fue sino hasta el 2000, que comenzó a publicar sus obras, dando a conocer a través de la Editorial Fin de Siglo la que fue su primera novela de ficción con base histórica: «Una mujer inconveniente: Irma Avegno », reeditada más tarde por las casas editoriales Grupo Planeta (2004) y Penguin Random House (2013). Continuando con este género, publicó en 2001 el «El alquimista de la Rambla Wilson», novela que logró gran aceptación del público uruguayo y recibió el premio Libro de Oro en la categoría Nacional (Ficción)" de la Cámara Uruguaya del Libro por sus ventas. Este éxito en ventas acompañó también a sus siguientes cuatro novelas, publicadas por Grupo Planeta entre 2002 y 2006 (ver detalle en Libros).
Entre 2005 y 2006 contribuyó con relatos cortos para dos compilaciones de autores nacionales: «Contigo cuento» a beneficio de UNICEF y «9 Narradoras Uruguayas» (Ed. La Gotera). En el bienio 2006-2007 publicó junto al escritor y periodista uruguayo Raúl Vallarino cuatro crónicas fuertemente asentadas en imágenes de época y un par de libros infantiles (ver detalle en Libros). En 2008 publicó «Tiempos violentos», novela de ficción histórica que fue seguida por otras dos obras en 2008 y 2009, camino al reencuentro con el éxito en ventas que tuvieron sus primeras novelas con «Clara, la loca», que fue Libro de Oro Nacional (Ficción) en 2010. Tras alcanzar ese hito ha continuado publicando novelas de ficción contemporánea o histórica, sucediéndose «Gitana» (2011), «Brujas Blancas» (2012), «Los socios de Dios» (2013), «El loco: Luces y sombras de Domingo Faustino Sarmiento» (2016) y «Palabra de inglés: la vida de Samuel Lafone» (2017).
En paralelo a su labor creativa en el terreno de la escritura, Mercedes Vigil ha sostenido una intensa actividad de presentación y promoción de su obra, ofreciendo charlas y entrevistas en distintos medios de comunicación (TV, radio, electrónicos) en Argentina, Colombia, Egipto, España, Estados Unidos y Uruguay. También ha sostenido conferencias sobre los personajes y tramas de sus novelas y su concepción personal acerca de la novela de ficción con trasfondo histórico como género. En la reseña biográfica que exhibe en su blog (mercedesvigil.blogspot.com, 2009-2015) y en libros y notas en medios de comunicación masivo, la autora destaca su conferencia "Las fraternidades como Hilo Conductor de la Historia" sostenida en 2005 en El Cairo y en la Biblioteca de Alejandría (Egipto) y su actuación como expositora invitada en el IV Congreso Internacional de la Lengua Española sostenido en Cartagena de Indias (Colombia) en 2007, donde presentó la ponencia "¿Construir la nación es apropiarse del idioma?" en un panel sobre "La creación literaria en la comunidad iberoamericana.
En septiembre de 2021, como integrante del grupo Foro de Montevideo.

## Distinciones
En relación directa con su producción literaria, la autora recibió siete veces el premio Libro de Oro Nacional (Ficción) que la Cámara Uruguaya del Libro otorga cada año a los libros de mayor venta en Uruguay por «El alquimista de la Rambla Wilson» (2001), «El coronel sin espejos: Máximo Santos» (2002) «Matilde, la mujer de Batlle» (2003), «El mago de Toledo» (2005), «Cuando sopla el Hamsin» (2006), y «Clara, la loca» (2010).
Con base en la popularidad de sus primeras novelas fue elegida "Mujer del Año 2001"y también resultó votada "Mujer del año-desempeño literario" en las ediciones 2002, 2003 y 2013. En 2003 recibió el Premio “Dragón de San Fernando” de la Intendencia de Maldonado a escritores destacados que visitaron la 1ª Feria del Libro de Maldonado (Paseo San Fernando, Maldonado). En 2012 recibió el Premio Nacional del Periodismo "José Enrique Rodó" del Círculo de la Prensa del Uruguay a periodistas y comunicadores (atención: no consta en qué categoría).
Respecto a sus aportes sociales y culturales, en 2009 y 2016 recibió respectivamente los Premios Quijote y Cervantes del Colegio Español Cervantes de Saavedra de Montevideo que la institución otorga a personalidades de la cultura y el deporte uruguayos con vínculos con la misma. En 2009 integró un grupo de 44 mujeres famosas que prestaron su imagen para la muestra fotográfica "En tu piel", campaña de sensibilización sobre violencia doméstica hacia la mujer expuesta en el atrio de la Intendencia de Montevideo con participación del Colectivo Mujeres de Negro. Destacando la cantidad de sus obras en que aborda "...diversos temas y géneros, como el histórico, de investigación y de corte feminista, ya que muchas de sus obras versan sobre la vida de mujeres célebres y otras anónimas que reflejan la peripecia vital del género..." por su trayectoria social fue declarada en junio de 2010 Ciudadana Ilustre de la Ciudad de Montevideo. En 2010 y 2011 recibió el Premio Victoria Destaque al arte y la labor social otorgado por ONGs. En 2016 fue declarada Visitante ilustre de Piriápolis.

## Libros
Lista de libros escritos por la autora o en autoría compartida. Ha publicado cuentos y narraciones cortas en las siguientes colecciones: Contigo Cuento para UNICEF y Nueve Narradoras Uruguayas.
| Año  | Título                                                       | ISBN                        | Editorial    | Otros |
| ---- | ------------------------------------------------------------ | --------------------------- | ------------ | --- |
| 2000 | Una mujer inconveniente: Irma Avegno                         | 9974-683-27-3               | Fin de Siglo | La historia de Irma Avegno. Edición original sola y también junto a «Brujas y Diosas» de Mónica Bottero en un único volumen titulado «Mujeres de América». Reeditado en 2004 (Planeta) y 2013 (Debolsilllo, Penguin Random House) |
| 2001 | El alquimista de la Rambla Wilson                            | 9974-492-70-X               | Fin de Siglo | Cuenta la historia de Humberto Pittamiglio[4] - Libro de oro nacional |
| 2002 | El coronel sin espejos: Máximo Santos.                       | 950-49-1337-7               | Planeta      | Cuenta la historia de Máximo Santos[8] - Libro de oro nacional |
| 2003 | Matilde, la mujer de Batlle                                  | 950-49-1095-5               | Planeta      | Historia sobre Matilde Pacheco de Batlle y Ordóñez - Libro de oro nacional |
| 2005 | El mago de Toledo                                            | 950-49-1361-X               | Planeta      | Historia que entrelaza Opus Dei, Orden del Temple y Masonería. - Libro de oro nacional. Reeditado en 2007 (Martínez Roca) |
| 2006 | Cuando sopla el Hamsin                                       | 9974-643-15-5               | Planeta      | Isset, la hija del sanador egipcio[12] - Libro de oro nacional |
| 2006 | Crónicas del 900                                             | 9974-643-17-1               | Planeta      | Crónica con fuerte base en imágenes de la empresa Bate & Co. En coautoría con Raúl Vallarino. |
| 2007 | Crónicas del 900 (II)                                        | 9974-643-40-6               | Planeta      | Crónica con fuerte base en imágenes. En coautoría con Raúl Vallarino. |
| 2007 | Crónicas del 900                                             | 950-04-2867-9               | Emecé        | Crónica con fuerte base en imágenes. En coautoría con Raúl Vallarino. |
| 2007 | La Triple Alianza: La guerra contra el Paraguay en imágenes. | 9974-643-26-0               | Planeta      | Crónica con fuerte base en imágenes. En coautoría con Raúl Vallarino. |
| 2007 | Las aventuras de Bertoldo y Eulalio (2 vol.).                | 950-49-1541-6 950-49-1540-X | Planeta      | Cuento infantil en coautoría con Raúl Vallarino. Dos volúmenes: Contra la hermandad de la montaña del ángel y Los defensores de las letras.[21]                                                                                   |
| 2008 | Tiempos violentos                                            | 9789974643475               | Planeta      | Libro sobre Venancio Flores.[22] |
| 2008 | La otra María                                                | 9789974643680               | Planeta      | Cuenta la historia de María Leguizamón, ambientada en Oviedo en los inicios de la guerra civil española.[23] |
| 2009 | Hijas de la providencia                                      | 9789974683075               | Sudamericana | Cuenta la historia de dieciocho mujeres revolucionarias. |
| 2010 | Clara, la loca                                               | 9789974685246               | Planeta      | Cuenta la historia de Clara García de Zúñiga - Libro de oro nacional |
| 2011 | Gitana                                                       | 9789974683655               | Sudamericana | Montevideo, 1824, cuenta la historia del Barón de la Laguna y una gitana lusitana que se convirtió en su debilidad. |
| 2012 | Brujas blancas                                               | 9789974701137               | Sudamericana | Cuenta las décadas del '60 y '70 del SXX a través de la mirada de 7 mujeres. |
| 2013 | Los socios de Dios                                           | 9789974700352               | Planeta      | Vincula un hecho policial en Montevideo con el espionaje, la política y el tráfico de armas. |
| 2016 | El loco                                                      | 9789504950899               | Planeta      | Novelización de la vida de Domingo Faustino Sarmiento.[24] |
| 2017 | Palabra de inglés                                            | 9789974748538               | Sudamericana | Novelización sobre la vida de Samuel Fisher Lafone. |